# Droga R176 (Rosja)
Droga R176 „Wiatka” – droga znaczenia federalnego w Rosji. Ma 872 km długości. Prowadzi z miasta Czeboksary w Republice Czuwaskiej przez Joszkar-Ołę w republice Mari El, Kirow do Syktywkaru w Republice Komi. Jej nazwa pochodzi od rzeki Wiatka, przez której dorzecze prowadzi jej znaczny odcinek.

## Historia numeracji
Przed reformą rosyjskiej sieci drogowej w 2010 roku droga miała numer A119, jednakże obowiązywał on równolegle do obecnego do końca 2017 roku.

## Przebieg trasy
- Czuwaszja
  - 0 km - Czeboksary (droga rozpoczyna się na węźle z drogą magistralną M7 11 km od miasta centrum miasta Czeboksary)
- Mari El
  - 96 km - Joszkar-Oła
  - 158 km - Orszanka
- Obwód kirowski
  - 207 km - Jaransk
  - 243 km - Tuża
  - 315 km - Kotielnicz
  - 365 km - Orłow
  - 410 km - Kirow (centrum miasta znajduje się w odległości 29 km od drogi)
  - 442 km - Jurja
  - 490 km - Muraszy
- Republika Komi
  - 872 km - Syktywkar